# Martial Fesselier
Martial Fesselier (né le 9 octobre 1961 à Rennes) est un athlète français, spécialiste de la marche athlétique.

## Biographie
Martial Fesselier remporte neuf titres de champion de France, cinq sur route (20 km en 1986, 1987 et 1988 ; 50 km en 1985 et 1991), et quatre titres de champion de France en salle (5 000 m en 1985, 1986, 1987 et 1990).
Il participe à quatre Jeux olympiques d'été consécutifs, de 1984 à 1996. Il obtient son meilleur résultat en 1988 à Séoul en terminant 16e du 20 km marche.
Il prend la dixième place du 50 km marche en 4 heures 5 minutes et 18 secondes aux championnats d'Europe disputés en 1990 à Split en Croatie.
Aux Jeux de la Francophonie organisés à Paris en 1994, il prend la deuxième place du 20 km en 1heure 26 minutes et 52 secondes.

## Palmarès

### International
| Date | Compétition     | Lieu        | Résultat | Épreuve      | Performance     |
| ---- | --------------- | ----------- | -------- | ------------ | --------------- |
| 1984 | Jeux olympiques | Los Angeles | 20e      | 20 km marche | 1 h 29 min 46 s |
| 1988 | Jeux olympiques | Séoul       | 16e      | 20 km marche | 1 h 22 min 43 s |
| 1992 | Jeux olympiques | Barcelone   | 17e      | 50 km marche | 4 h 7 min 30 s  |
| 1996 | Jeux olympiques | Atlanta     | 28e      | 50 km marche | 4 h 4 min 42 s  |

### National
- Championnats de France d'athlétisme :
  - vainqueur du 20 km marche en 1986, 1987 et 1988
  - vainqueur du 50 km marche en 1985 et 1991
- Championnats de France d'athlétisme en salle :
  - vainqueur du 5 000 m marche en 1985, 1986, 1987 et 1990.

### Records
| Épreuve      | Performance     | Lieu    | Date         |
| ------------ | --------------- | ------- | ------------ |
| 20 km marche | 1 h 24 min 51 s | Rome    | 30 août 1987 |
| 50 km marche | 4 h 4 min 42 s  | Atlanta | 2 août 1996  |